# Mohamed Abdouloihabi
 (juin 2020).
Si vous disposez d'ouvrages ou d'articles de référence ou si vous connaissez des sites web de qualité traitant du thème abordé ici, merci de compléter l'article en donnant les références utiles à sa vérifiabilité et en les liant à la section « Notes et références ».
Mohamed Abdouloihabi, né le 31 décembre 1959 à M'djoiezi en Grande Comore, est un homme politique et juriste comorien.

## Biographie
En 1979, Mohamed Abdouloihabi entame des études juridiques à Paris. Il obtient une licence en droit en 1983 à l'université Paris XIII. Il entre alors à l'Institut des hautes études internationales dont il est diplômé en 1985, tout en continuant ses études de droit. Il obtient en effet une maîtrise en droit mention Droit International et Européen à l'université Paris II Assas.
Il commence à travailler en 1986 au sein du ministère de l'Éducation nationale comorien, en tant que chef du service des bourses. Il occupe ce poste 2 ans avant de reprendre ses études en France. Il est diplômé en 1990 de l'École nationale de la magistrature, au sein de la section internationale. Il commence alors sa carrière juridique en tant que juge d'instruction au tribunal de Première Instance de Moroni, poste qu'il occupe 1 an et demi avant d'être nommé secrétaire général du ministère de la Justice et de la Fonction publique, tout en assumant la charge de secrétaire général du collectif des magistrats comoriens.
En 1992, il retrouve le tribunal de Première Instance de Moroni puisqu'il devient président de la 2e chambre. Début 1994, le président de l'Assemblée fédérale des Comores le choisit comme conseiller juridique.
Le 15 octobre 1994, Mohamed Abdouloihabi commence sa carrière politique. Il est ministre de l'Intérieur et de la Décentralisation des Comores. Le 14 avril 1995, il change de portefeuille en s'installant au ministère des Affaires étrangères et de la Coopération. Le 21 mars 1996, il est cette fois nommé ministre de la Justice, des Affaires musulmanes, chargé des relations avec les institutions arabo-musulmanes.
En 1996, il quitte son ministère pour devenir procureur de la République, toujours au tribunal de Première Instance de Moroni. À la fin de la même année, il devient président de la chambre d'accusation à la cour d'appel de Moroni, poste qu'il occupera 5 ans, jusqu'en 2001.
Entre 2003 et 2006, il est président de la Fédération Française des Associations Islamiques d'Afrique, des Comores et des Antilles dans la région Provence-Alpes-Côte d'Azur, tout en étant juriste associé à Marsylang, un cabinet d'assistance administrative et de consultation juridique à Marseille.
En 2006, il devient directeur de cabinet du nouveau président de l'Union des Comores Ahmed Abdallah Mohamed Sambi, chargé de la Défense. Il quitte ce poste et se présente aux élections insulaires quelques mois plus tard. Il est élu président de Grande Comore le 24 juin 2007 avec 57,05 % des voix face à Saïd Larifou candidat de Ridja qui a lui récolté 42,95 %.